# Карл Марковіц
Карл Марковіц (нім. Karl Markovics) — австрійський актор театру та кіно.

## Біографія
Глядачеві відомий за фільмом «Комісар Рекс», де зіграв другорядну роль Штокінгера - першого напарника Мозера, у якого Рекс постійно крав булочки з ковбасою. Зник з серіалу після 2 сезону.

## Громадська позиція
У 2018 підтримав звернення Європейської кіноакадемії на захист ув'язненого у Росії українського режисера Олега Сенцова

## Нагороди
| Рік  | Нагорода                                     | Номінація                                         | Примітки                           |
| ---- | -------------------------------------------- | ------------------------------------------------- | ---------------------------------- |
| 2007 | Міжнародний кінофестиваль у Вальядоліді      | Найкращий актор                                   | за фільм Фальшивомонетники         |
| 2007 | Міжнародний кінофестиваль на Близькому Сході | Найкращий акктор                                  | за фільм Фальшивомонетники         |
| 2007 | Ромі                                         | Улюблений актор                                   |                                    |
| 2008 | Ромі                                         | Улюблений актор                                   |                                    |
| 2008 | Кінофестиваль "Діагональ"                    | За видатні показники                              | за фільм Фальшивомонетники         |
| 2008 | Еммі (премія)                                | Найкращий актор у іноземному телевізійному фільмі | за фільм Franz Fuchs — Ein Patriot |

## Фільмографія
- 2007 : «Фальшивомонетники» / (Die Fälscher) — Соломон Сорович